# Elezioni parlamentari in Lettonia del 2022
Le elezioni parlamentari in Lettonia del 2022 si sono tenute il 1º ottobre per il rinnovo del Saeima, il parlamento nazionale. 
In seguito all'esito elettorale, Arturs Krišjānis Kariņš, espressione di Nuova Unità, venne riconfermato Primo ministro.
Rispetto alle elezioni del 2018, il partito Nuova Unità (JV) del primo ministro uscente Kariņš si confermò come prima forza politica del Paese con il 18,97% dei voti (26 seggi), seguito dal partito centrista e ruralista Unione dei Verdi e degli Agricoltori (ZZS) con il 12,44% (16 seggi) e dalla coalizione di centro-sinistra Lista Unita (AS) con l'11,01% (15 seggi). La tornata, quindi, ha visto una straordinaria ascesa, a discapito di un tremendo tracollo dei partiti tradizionali (come il Nuovo Partito Conservatore e Sviluppo/Per!), filo-russi (come Partito Socialdemocratico "Armonia") e populisti (come Per una Lettonia Umana), divenuti extra-parlamentari, di partiti centristi, di centro-destra e filo-euroatlantici.
I parlamentari della XIV legislatura si sono insediati il 1º novembre 2022.

## Sistema elettorale
I 100 membri del Saeima sono eletti tramite un sistema proporzionale a liste aperte in cinque circoscrizioni plurinominali di dimensioni che vanno da 12 a 36 seggi (in base alle regioni). I voti dei cittadini all'estero sono conteggiati nella circoscrizione di Riga. 
Al momento del voto, gli elettori possono esprimere "voti specifici" per determinati candidati nella lista per cui hanno votato: Ciò può essere fatto apponendo un segno più (+) accanto ai nomi del candidato per indicarne la preferenza (voti positivi), o cancellando i nomi per indicarne l’avversione (voti negativi). Il numero di voti totale per ciascun candidato è la somma del numero di voti espressi per l'elenco e del numero di voti positivi ricevuti, meno, tuttavia, il numero di voti negativi. I candidati con i più alti totali di voti colmano i seggi per il loro partito.
Al momento dell’assegnazione dei seggi, infine, si utilizza il metodo Sainte-Laguë, con una soglia elettorale nazionale del 5%.

## Sondaggi

Sondaggi

## Risultati

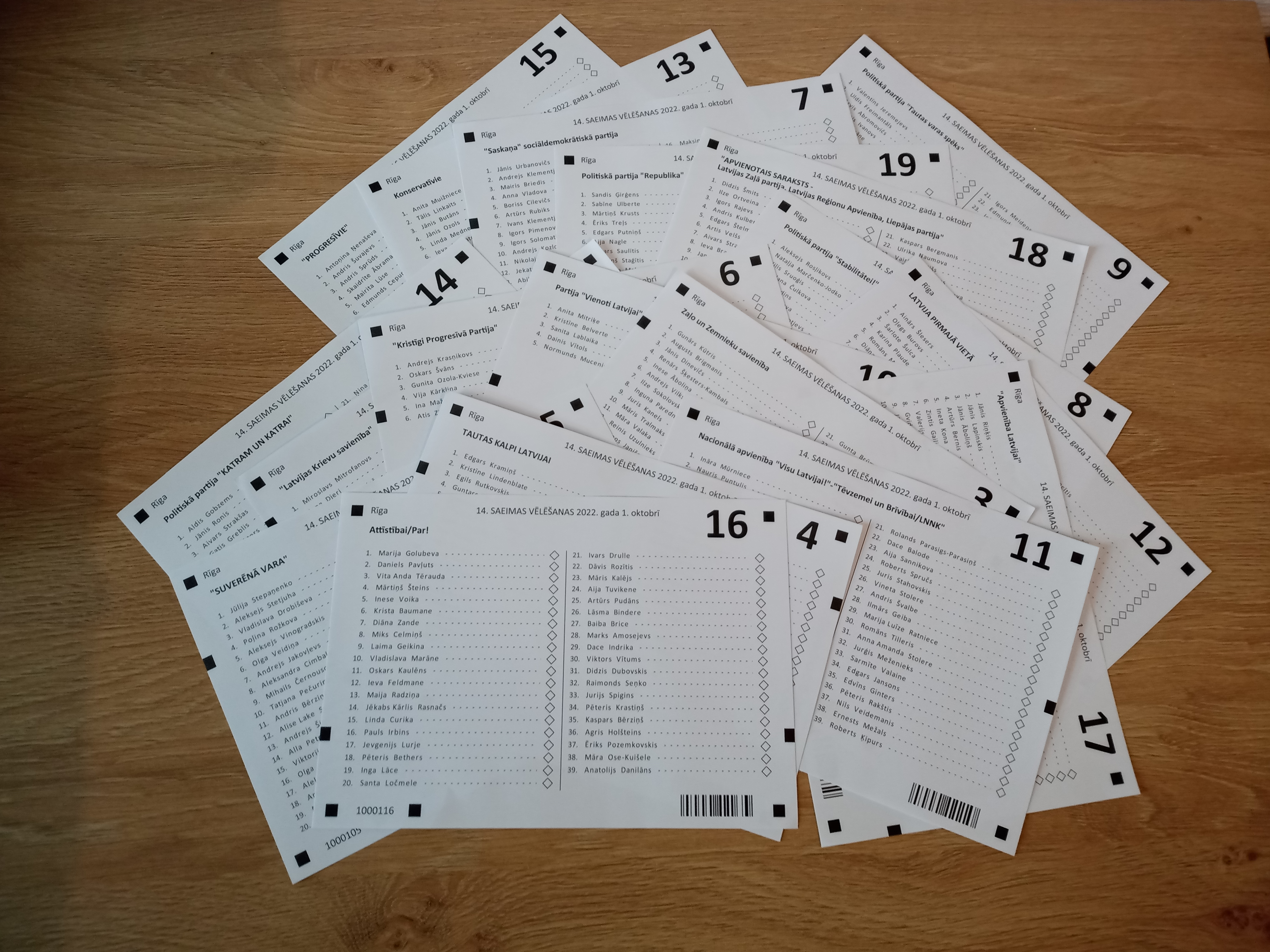
Schede elettorali nella Circoscrizione di Riga

| Nuova Unità                          | 173 425   | 18,97 | 26  |  |  |  |
| Unione dei Verdi e degli Agricoltori | 113 676   | 12,44 | 16  |  |  |  |
| Lista Unita (LZP - LRA - LP)         | 100 631   | 11,01 | 15  |  |  |  |
| Alleanza Nazionale                   | 84 939    | 9,29  | 13  |  |  |  |
| Per la Stabilità!                    | 62 168    | 6,80  | 11  |  |  |  |
| Prima la Lettonia                    | 57 033    | 6,24  | 9   |  |  |  |
| Progressisti                         | 56 327    | 6,16  | 10  |  |  |  |
| Sviluppo/Per! (LA - Par! - Crescita) | 45 452    | 4,97  | –   |  |  |  |
| Partito Socialdemocratico "Armonia"  | 43 943    | 4,81  | –   |  |  |  |
| Per Ciascuno e Ognuno                | 33 578    | 3,67  | –   |  |  |  |
| Unione Russa di Lettonia             | 33 203    | 3,63  | –   |  |  |  |
| Potere Sovrano                       | 29 603    | 3,24  | –   |  |  |  |
| I Conservatori                       | 28 270    | 3,09  | –   |  |  |  |
| Repubblica                           | 16 088    | 1,76  | –   |  |  |  |
| Altri (<1,75%)                       | 25 303    | 2,77  | –   |  |  |  |
| Totale                               | 914 022   | 100   | 100 |  |  |  |
|                                      |           |       |     |  |  |  |
| Voti non validi                      | 2 714     | 0,30  |     |  |  |  |
| Votanti                              | 916 736   | 59,44 |     |  |  |  |
| Elettori                             | 1 542 407 |       |     |  |  |  |

| Riepilogo dei seggi (+/- elezioni 2018) | Riepilogo dei seggi (+/- elezioni 2018) | Riepilogo dei seggi (+/- elezioni 2018) | Riepilogo dei seggi (+/- elezioni 2018) | Riepilogo dei seggi (+/- elezioni 2018) | Riepilogo dei seggi (+/- elezioni 2018) | Riepilogo dei seggi (+/- elezioni 2018) |
| --------------------------------------- | --------------------------------------- | --------------------------------------- | --------------------------------------- | --------------------------------------- | --------------------------------------- | --------------------------------------- |
|                                         |                                         |                                         |                                         |                                         |                                         |                                         |
| S                                       | 0                                       | ▼ 23                                    |                                         | PRO                                     | 10                                      | ▲ 10                                    |
| AS                                      | 15                                      | Nuovo                                   |                                         | AP!                                     | 0                                       | ▼ 13                                    |
| ZZS                                     | 16                                      | ▲ 5                                     |                                         | JV                                      | 26                                      | ▲ 18                                    |
| K                                       | 0                                       | ▼ 15                                    |                                         | S!                                      | 11                                      | Nuovo                                   |
| LPV                                     | 9                                       | Nuovo                                   |                                         | NA                                      | 13                                      | ━                                       |